# Brezje Dravsko
Brezje Dravsko is een plaats in de gemeente Cestica in de Kroatische provincie Varaždin. De plaats telt 231 inwoners (2001).